# 每日新闻 (新加坡)
《每日新聞》是新加坡唯一一份以馬來語發行的大報紙。該報於每週一至週六每日發行，而週日版則名為《星期日新聞》。《每日新聞》創刊於1957年7月1日，並於2013年5月進行內容與版面改版。
2012年，該報的日均發行量為52,500份。
這份報紙與馬來西亞同名的《Berita Harian》報紙之間有間接關聯。儘管兩者同於1957年7月1日創刊，但於1972年9月分道揚鑣。新加坡版為政治中立報刊，而馬來西亞版則仍與馬來民族統一機構保持政治立場一致。